# دوراياكي

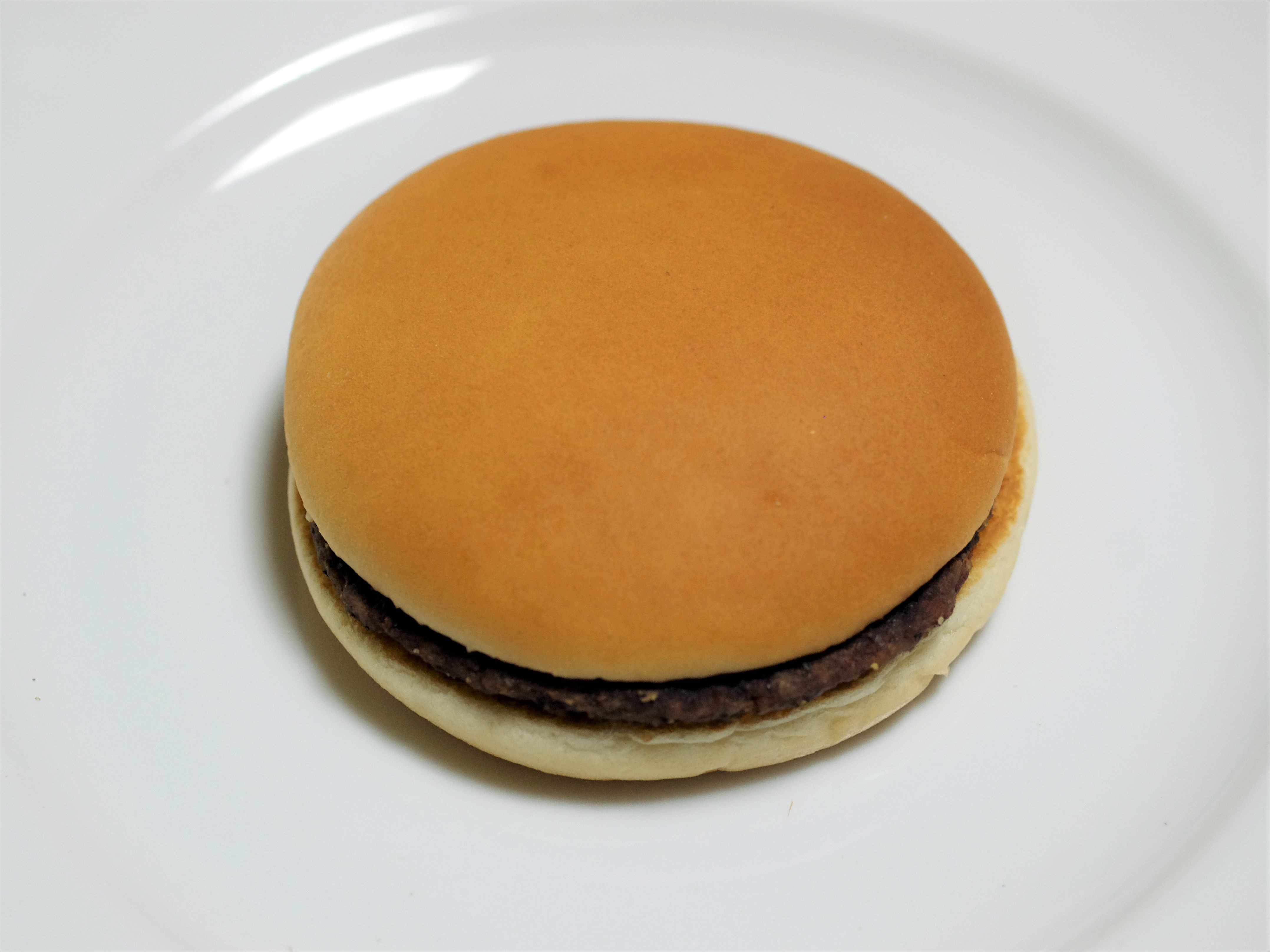
دوراياكي في طبق.

دوراياكي (باليابانيَّة: どら焼き أو どらやき أو 銅鑼焼き أو ドラ焼き) نوع من الحلوى اليابانية عبارة عن فطيرة، تتكوَّن من شريحتين مصنوعتان من الكاستيلا، وملفوفتان حول عجينة فاصولياء الازوكي الحلوة. تُشبه حلوى دوراياكي حلوى الإيماغاواياكي (باليابانيَّة: 今川焼き)، ولكنّ الثّانية تُخبز عجينة البانكيك السائلة (الّتي تتكوَّن من الدقيق والبيض والحليب) بعجينة فاصولياء الازوكي، وتُقدَّمُ ساخنةً. تتقدَّم حلوى دوراياكي من طبقةٍ واحدة، وقد ابتكر شكلها الحالي أوساغيا، من منطقة أوينو، إحدى نواحي طوكيو، عام 1914.
تعني كلمة «دورا» باليابانيَّة طبل «الجونج» (وهي إحدى آلات النّقر) بسبب تشابه شكلها مع الطّبل، وعلى ما يبدو هذا هو سبب تسمية الحلوى بهذا الاسم، وتقول الخرافة إنَّ هذه الحلوى اختُرِعت عندما نسيَ أحد محاربي الساموراي، واسمه بانكي، طبل «الجونج» (دورا) عندما غادر منزل أحد الفلاحين الذي كان يختبئ عنده، وقد استخدم هذا الفلاحُ لاحقاً طبل «الجونج» في خبز الفطائر، ومن هنا جاء الاسم «دوراياكي».

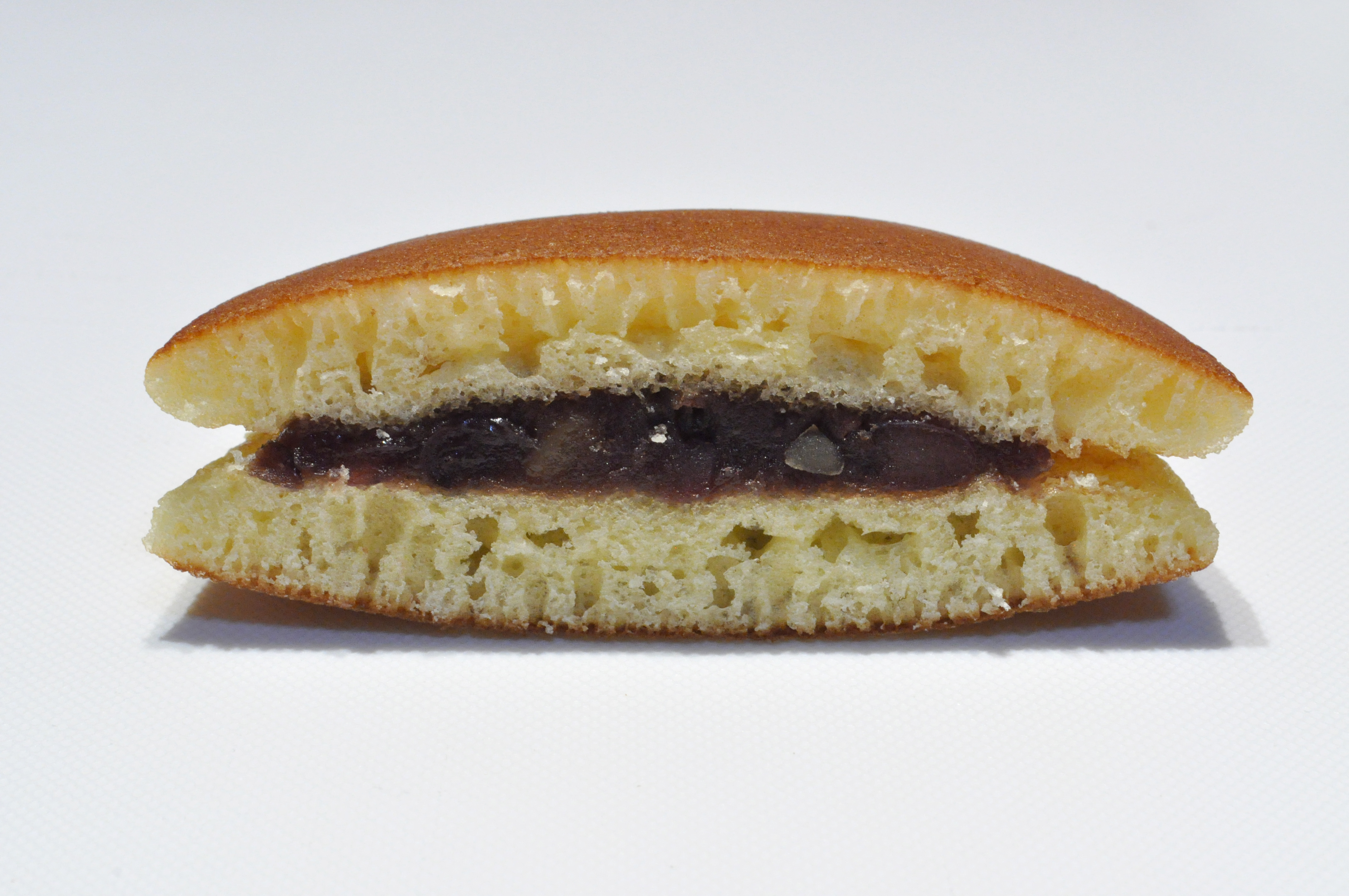
حشوة دوراياكي

## أسماء أخرى
تُسمّى هذه الحلوى في إقليم كانساي (كما في محافظتي: أوساكا، ونارا) ميكاسا (باليابانية: 三笠)، وتعني الكلمة بالأصل: قبعة القش المثلّثة، ولكن هذه الكلمة تُطلَقُ أيضاً على جبل واكاكوسا، وهو جبل يقع في محافظة نارا منحدراته معتدلة، وقد سُمِّيت هذه الحلوى باسمه لأنّها تُشبهه في شكلها، وحلوى ميكاسا مشهورة في منطقة نارا بحجمها إذ يبلغ قُطرُها قرابة ثلاثين سنتمتراً.

## في الثقافة الشعبية
القطّ دورايمون، وهو إحدى شخصيّات المانغا والأنمي، مولع بفطائر الدوراياكي، ويصوِّرها المسلسل على أنّها طعامه المفضَّل، وكانت هذه الحلوى محور كثير من أحداث الحبكة كما عرضها المُسلسل. يظهر دورايمون، وكأنّه لا يستطيع مقاومة إغراء حلوى الدّوراياكي، ويقع مرّة تلو الأخرى في الكمائن الّتي تُنصَب له بسبب حبّه لهذه الحلوى. شرعت شركة بونميدو منذ عام 2000 بإنتاج كميَّة محدودة من حلوى الدوراياكي، وأطلقت عليها اسم: دورايمون دوراياكي، وتباع هذه الحلوى في شهريّ آذار وأيلول. تظهر شخصيّة الأرنب «أولونغ» الذائعة الصّيت في الإنترنتّ وهو يحمل فوق رأسه حلوى الدوراياكي. كما تم الاحتفاء بها في رواية ملذات طوكيو حيث برع مؤلفها دوريان سوكيجاوا في وصف طرق صنع هذه الحلوى.